# Gyémántfácán
A gyémántfácán, más néven Amherst-fácán (Chrysolophus amherstiae), korábban paradicsomfácán a madarak osztályának tyúkalakúak (Galliformes) rendjébe és a fácánfélék (Phasianidae) családjába tartozó faj.
Nevét William Amherstnek, Bengália kormányzójának feleségéről, Sarah Amherstről kapta.
Sir William Amherst hozta az első élő példányokat Európába 1828-ban.
Az ő feleségének a tiszteletére nevezte el a fajt Leadbeater 1829-ben.
A fajt ma is sokfelé hívják Amherst-fácánnak.
Elterjedtebb magyar nevét (gyémántfácán) különösen díszes tollazata után kapta.

## Elterjedése, élőhelye
Délnyugat-Kína és Mianmar hegyi erdőségeiben honos.
A 19. század során betelepítették Anglia területére is. 
Ma főleg Anglia déli részén, Bedfordshire grófságban fordul elő. Rejtőzködő életmódja miatt nagyon ritkán lehet látni, valószínűleg a betelepített populációi is kicsik.
Néha hibridizálódik legközelebbi rokonával, az aranyfácánnal.
Ázsiai őshazájában hegyvidéki madár, 2000 és 3600 méteres tengerszint feletti magasságban található dús aljnövényzetű erdőkben, bambuszerdőkben és bozótosokban fordul elő.
Telente alacsonyabb régiókba húzódik. 
Az Angliába betelepített madarak fiatal, összefüggő fenyőerdőkben élnek.

## Megjelenése
A kakas hossza 105-120 centiméter között van, ebből a farka 75-90 centimétert tesz ki, míg a tojó hossza 60-80 centiméter között (farka csak 25-30 centiméter hosszú). A kakas tollazata színpompás, feje  teteje, melle és háta fénylőzöld, szárnyai acélkékek, tarkóján a bóbita és farkának keskeny szélső tollai szép pirosak.
Melle fehér színű, farcsíkja sárga. Jellegzetes fehér gallértollait fekete csíkok díszítik, ugyanilyen színezetű rendkívül hosszú farka is.
|  |  |

A tojó nagyon hasonlít az aranyfácán tojójához, csak valamivel nagyobb annál. Lába, csőre és csupasz arcbőre kékesszürke színű.

## Életmódja
Félénk és visszahúzódó, territoriális, a nemek csak párzáskor találkoznak. E madarak a talajon élnek, bogyókkal, magvakkal, virágokkal, pókokkal és rovarokkal táplálkoznak.

## Szaporodása
A párzási időszakban a kakas násztáncot ad elő. Először távolról járja körbe a tojót és megpróbálja elvágni előle a menekülés útját. Majd hirtelen megáll és addig közelít a tojóhoz, amíg majdnem összeér a fejük. Végül kiterjeszti fekete-fehér gallérját a tojóval szemben. Feje eltűnik a felborzolt nyakgallér tollai között. A tojó felé fordított szárnyát lelógatja, a másikat pedig felemeli. A kakas egész teste lelapul, hogy jobban érvényesüljön zöld hátsó tollazata, valamint sárga és priso farka.
A költési időszak április-június között van. Évente egyszer költ. A fészekaljban 6-12 krémfehér vagy világosbarna fénylő tojás van. A kotlás 22-23 napig tart.